# Antiboreorhynchus novzelae
Antiboreorhynchus novzelae är en plattmaskart som beskrevs av Tor Karling och Schockaert 1977. Antiboreorhynchus novzelae ingår i släktet Antiboreorhynchus och familjen Polycystididae. Inga underarter finns listade i Catalogue of Life.